# Walter Sonntag
Pour les articles homonymes, voir Sonntag.
Walter Sonntag (13 mai 1907-17 septembre 1948) est un médecin de camp allemand. SS-Hauptsturmführer au camp de concentration de Ravensbrück, il fut exécuté en 1948 pour crimes de guerre.

## Biographie
Walter Sonntag naît le 13 mai 1907, à Metz, pendant l'annexion allemande. Après des études dentaires, il s’installe comme dentiste à Kiel dans le Schleswig-Holstein. En août 1933, il devient membre du NSDAP. Le 1er janvier 1934, Walter Sonntag intègre la SS. En septembre 1939, il devient membre de la Waffen-SS. En 1939-1940, Sonntag travaille comme médecin-dentiste dans le camp de concentration de Sachsenhausen. Comme Kurt Gerstein, il assiste à des expériences utilisant du gaz toxique.
Le 2 mai 1940, Sonntag est affecté au camp de Ravensbrück, comme SS-Untersturmführer. Promu Hauptsturmführer, Walter Sonntag assure la fonction de médecin de camp, travaillant notamment avec Enno Lolling. Le 21 juillet 1941, il épouse la gynécologue Gerda Weyand (de), elle aussi médecin à Ravensbrück. En décembre 1941, il demande son transfert sur le front de l'Est, comme médecin de troupe.
Sonntag est affecté à l'hôpital SS de Riga-Rotenberg. À l'automne 1942, il est affecté au camp de concentration de Dachau, où est notamment interné le prêtre Hans Carls. En 1943, il est affecté en Alsace, au camp de concentration de Natzwiller-Struthof. Sonntag est transféré ensuite au camp de concentration de Sachsenhausen, en 1944.
En 1945, Sonntag est fait prisonnier par les Alliés, puis jugé pour crimes de guerre lors du quatrième procès de Ravensbrück. Ne bénéficiant pas de circonstances atténuantes, il est condamné à mort le 4 juin 1948. Le 17 septembre 1948, Walter Sonntag est exécuté par pendaison, à la prison d'Altona, dans la banlieue de Hambourg.

## Publications
- Die Medizinalgesetzgebung seit 1933, Munich, 1943.
- Über die Lymphogranulomatose, Kiel, 1933.

## Sources
- Katrin Stoll: Walter Sonntag – ein SS-Arzt vor Gericht, in Zeitschrift für Geschichtswissenschaft (ZfG), vol.50, Metropol-Verlag, Berlin, 2002 (p. 918–939).
- Silke Schäfer: Zum Selbstverständnis von Frauen im Konzentrationslager. Das Lager Ravensbrück, Berlin, 2002 (PDF)